# Powiat Kolmar i. Posen
Ten artykuł należy dopracować:

przedstawiono sytuację tylko z niemieckiej perspektywy – artykuł powinien być przekrojowy.
Pomóż go poprawić. 
Powiat Kolmar i. Posen, Powiat Kolmar in Posen, Powiat Colmar i. Posen, Powiat Colmar in Posen, do 1877 Powiat Chodziesen, od 1939 Powiat Kolmar (Wartheland) (niem. Landkreis Kolmar i. Posen, Kreis Kolmar i. Posen, Landkreis Kolmar in Posen, Kreis Kolmar in Posen, Landkreis Colmar i. Posen, Kreis Colmar i. Posen, Landkreis Colmar in Posen, Kreis Colmar in Posen,  Landkreis Chodziesen, Kreis Chodziesen, Landkreis Kolmar (Wartheland), Kreis Kolmar (Wartheland); pol. powiat chodzieski) – dawny powiat, znajdujący się od 1818 do 1920 w granicach  rejencji bydgoskiej Prowincji Poznańskiej, a w latach 1939-1945 w rejencji poznańskiej Okręgu Rzeszy Kraj Warty. Teren dawnego powiatu należy obecnie do Polski stanowiąc część województwa wielkopolskiego. Siedzibą władz powiatu było początkowo miasto Piła (niem. Schneidemühl), a od 1821 miasto Chodzież (niem. Chodziesen).

## Historia
Tereny dawnego powiatu po I rozbiorze Polski od 1772 do 1807 należały do Obwodu Nadnoteckiego prowincji Prusy Zachodnie. Po pokoju w Tylży (1807) obszar przyłączony został do Księstwa Warszawskiego.
15 maja 1815 po kongresie wiedeńskim tereny powiatu powróciły do Prus i Prowincji Poznańskiej. 1 stycznia 1818 utworzono Kreis Chodziesen z siedzibą w Pile, a od 1821 w Chodzieży (niem. Chodziesen).
6 marca 1877 nazwę powiatu zmieniono od nazwiska landrata powiatu Axela von Colmar na Kreis Colmar in Posen.
1 kwietnia 1914 miasto Piła (niem. Schneidemühl) stało się powiatem miejskim (Stadtkreis).
W wyniku traktatu wersalskiego (1920) 3/4 powierzchni powiatu (898 km²) wraz z miastem powiatowym Chodzież (niem. Kolmar) przyłączono do Polski. Przekazanie terenu odbywało się pomiędzy 17 stycznia a 4 lutego 1920. Miasto powiatowe Chodzież przekazano Polsce 19 lutego 1920 i z powiatu Kolmar in Posen utworzono polski powiat chodzieski. Pozostałe 295 km² północno-zachodniej części powiatu z miastem Piła (niem. Schneidemühl) włączono do nowo powstałego powiatu noteckiego, który początkowo należał do prowincji Marchia Graniczna Poznańsko-Zachodniopruska i rejencji pilskiej. 1 października 1938 powiat wraz z przeobrażoną rejencją pilską włączono do prowincji Pomorze. W 1939 powiat chodzieski jako Landkreis Kolmar (Wartheland) stał się częścią rejencji poznańskiej Okręgu Rzeszy Kraj Warty (niem. Reichsgau Wartheland).